# I grandi classici Disney
I grandi classici Disney è un periodico a fumetti pubblicato da Arnoldo Mondadori Editore dal 1980 al 1988, dalla Disney Italia fino al 2013 e poi dalla Panini Comics.

## Storia editoriale
Nei primi anni settanta la Mondadori aveva già proposto una collana nota come I Grandi Classici nella quale vennero ristampate storie a fumetti pubblicate originariamente sul settimanale Topolino e della quale vennero pubblicati sette volumi cartonati privi di numerazione editi da settembre 1971 a settembre 1973; nei volumi vennero riproposte alcune parodie a fumetti in versione rimontata rispetto all'edizione originale. Nel giugno 1980, riprendendone il nome, venne pubblicato, come supplemento al n. 42 della collana I classici di Walt Disney, un albo fuori serie, privo di numero identificativo, nello stesso formato ma con numero di pagine di molto superiore, 448, il quale presentava ristampe di storie già pubblicate su Topolino; in particolare le prime dieci storie costituivano una lunga storia in dieci puntate pubblicate originariamente si Topolino dal n. 906 al n. 916 del 1973. Il successo di vendite dell'albo fece sì che l'esperimento venisse ripetuto nel giugno 1981, questa volta con l'identificazione del numero 2 sulla costina dell'albo; sei mesi dopo venne edito il terzo numero e, dal 1982, la periodicità divenne trimestrale. La testata divenne autonoma dal 1984, mentre dal novembre 1990 divenne mensile. La maggior parte delle storie è di produzione italiana e già apparse in precedenza su Topolino. A gennaio 2016 viene chiusa la prima serie della testata con il n. 350, sostituita da una seconda serie con lo stesso nome con numero di pagine e costo variabili.